# Sông Chuy
Sông Sở (còn gọi là sông Chuy hay sông Chui hoặc sông Chu) (tiếng Kyrgyz: Чүй, tiếng Kazakh: Шу, tiếng Nga: Чу, tiếng Đông Can: Чў, Çw (từ 楚 chǔ / Sở)) là một con sông tại miền bắc Kyrgyzstan và miền nam Kazakhstan. Với độ dài khoảng 1.067 km (663 dặm Anh)) nó là một trong những con sông dài nhất tại Kyrgyzstan.
Sông Sở bắt đầu từ các dãy núi miền bắc Kyrgyzstan thuộc miền tây dãy núi Thiên Sơn, được tạo thành từ hợp lưu của hai sông Dzhuvanaruk và Kochkor, chảy ra từ các sông băng trong các dãy núi Terskei-Alatau và Kyrgyzsky. Sau khi chảy tới gần hồ Issyk Kul trong phạm vi vài kilômét (gần Balykchy) mà chẳng đổ vào nó cũng như không lấy nước của nó, con sông này đổi hướng chảy về phía tây bắc. Sau khi vượt qua một hẻm núi hẹp gọi là hẻm núi Boom (tiếng Nga: Боомское ущелье), nó đi vào một thung lũng tương đối phẳng, gọi là thung lũng Chuy, mà tại đó có thủ đô của Kyrgyzstan là thành phố Bishkek và thành phố thuộc Kazakhstan là Shu. Phần lớn nước cung cấp bởi sông Chuy được dẫn thủy bởi một hệ thống kênh đào để tưới tiêu cho các vùng đất đen màu mỡ của thung lũng Chuy phục vụ cho nông nghiệp, trên cả hai phía Kyrgyzstan lẫn Kazakhstan.
Một phần đoạn chảy qua thung lũng Chuy tạo thành một phần biên giới giữa Kyrgyzstan và Kazakhstan trên 100 km, nhưng sau đó nó rời khỏi Kyrgyzstan và chảy vào Kazakhstan, và tại đó, giống như nhiều con sông, suối khác chảy qua miền bắc Kyrgyzstan, cuối cùng nó biến mất trong khu vực lòng chảo Ashchikol trong sa mạc Muyunkum thuộc thảo nguyên Á-Âu rộng lớn.

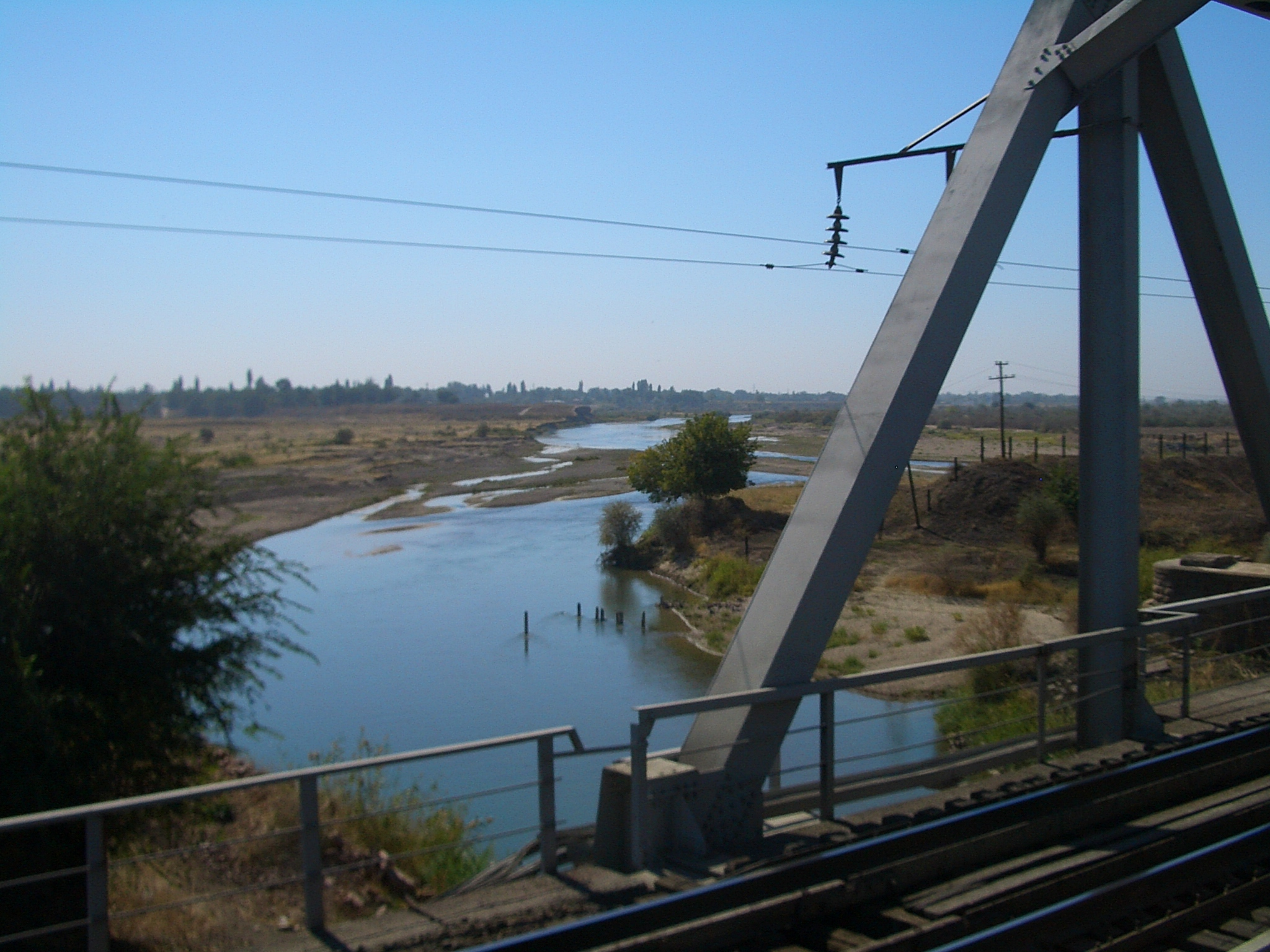
Gần Shu

Chính quyền Kyrgyzstan điều hành một loạt các trạm kiểm soát chất lượng nước trên sông Chuy và các phụ lưu của nó.
Lưu vực con sông này trước đây từng là quê hương của người Sughd Iran nói tiếng Soghdiana, một ngôn ngữ thuộc nhóm Đông Iran.
Trong thời kỳ Trung cổ, khu vực này có tầm quan trọng chiến lược. Nó là nơi có Suayub, kinh đô của hãn quốc Tây Turk và Balasagun - kinh đô của Kara-Khitan.
Tỉnh Chuy, một khu vực hành chính xa nhất về phía bắc và đông dân nhất của Kyrgyzstan, được đặt tên theo con sông này; cũng có đường phố gọi là đại lộ Chuy, một đường phố chính tại Bishkek và thành phố Shu tại tỉnh Zhambyl của Kazakhstan.
Lưu lượng trung bình khi thoát ra khỏi núi (diện tích lưu vực khoảng 25.000 km²) là 130 m³/s, dòng chảy lớn nhát trong tháng 7—8; tại hạ lưu vào cuối tháng 7 đầu tháng 8 bị khô cạn, trong tháng 12 thì dòng chảy lại được phục hồi. Tại thượng nguồn hiện tượng đóng băng xuất hiện trong tháng 11 cho tới tháng 4 năm sau, nhưng băng chỉ đóng tùy theo nơi (trung bình khoảng 10 ngày); tại hạ lưu chỉ đóng băng từ tháng 12 tới tháng 3 năm sau. Các phụ lưu chính:
- Hữu ngạn: Chon-Kemin, Urgaitu, Kakpatas
- Tả ngạn: Alamedin, Aksu, Kuragatu.

## Hình ảnh

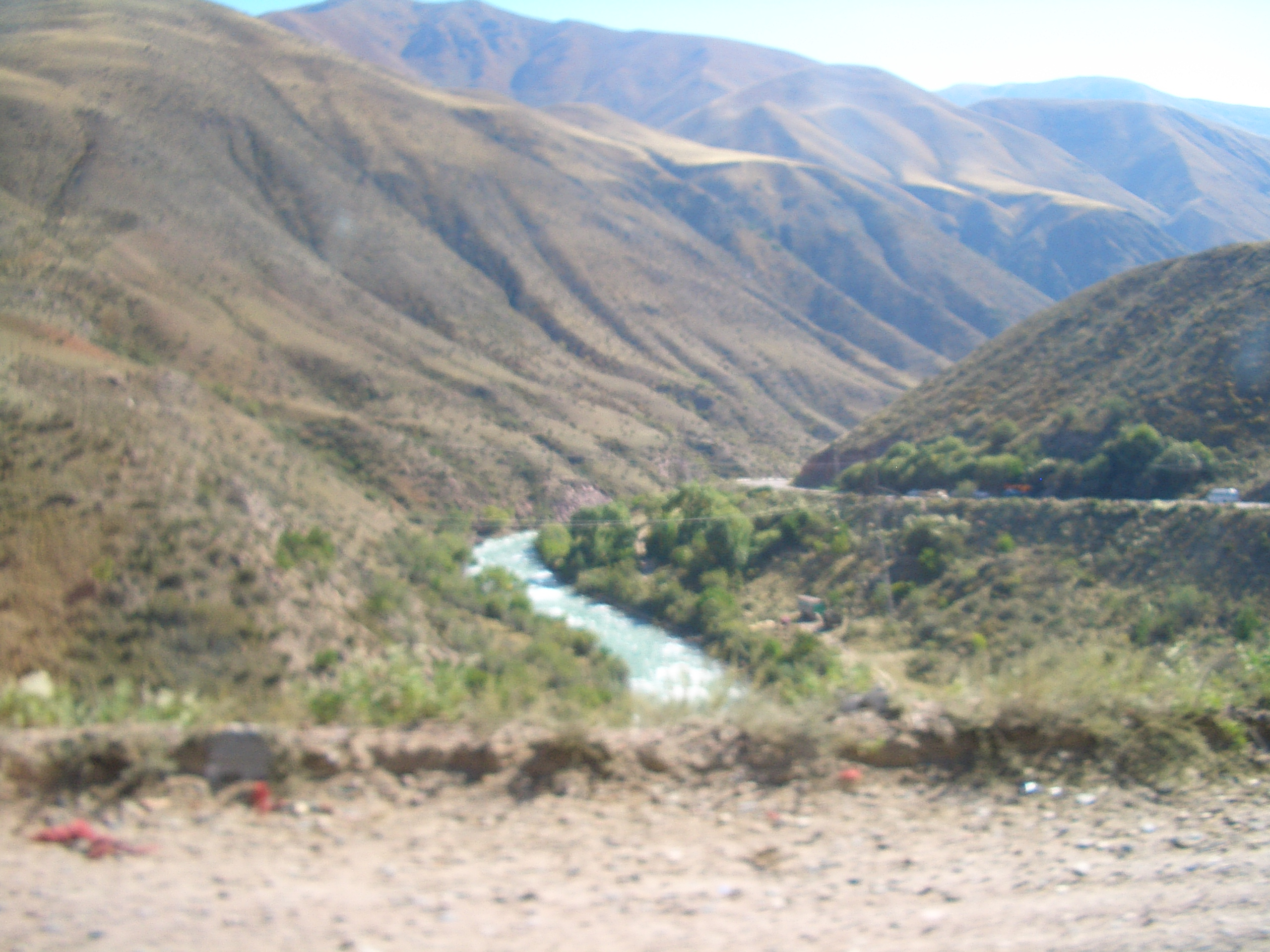
Trong hẻm núi Boom
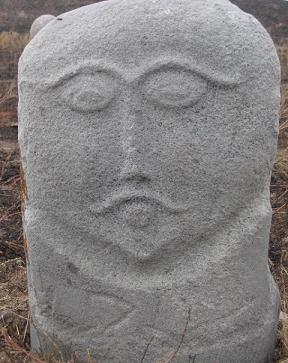
Một balbal trung cổ gần tháp Burana trong thung lũng Chuy
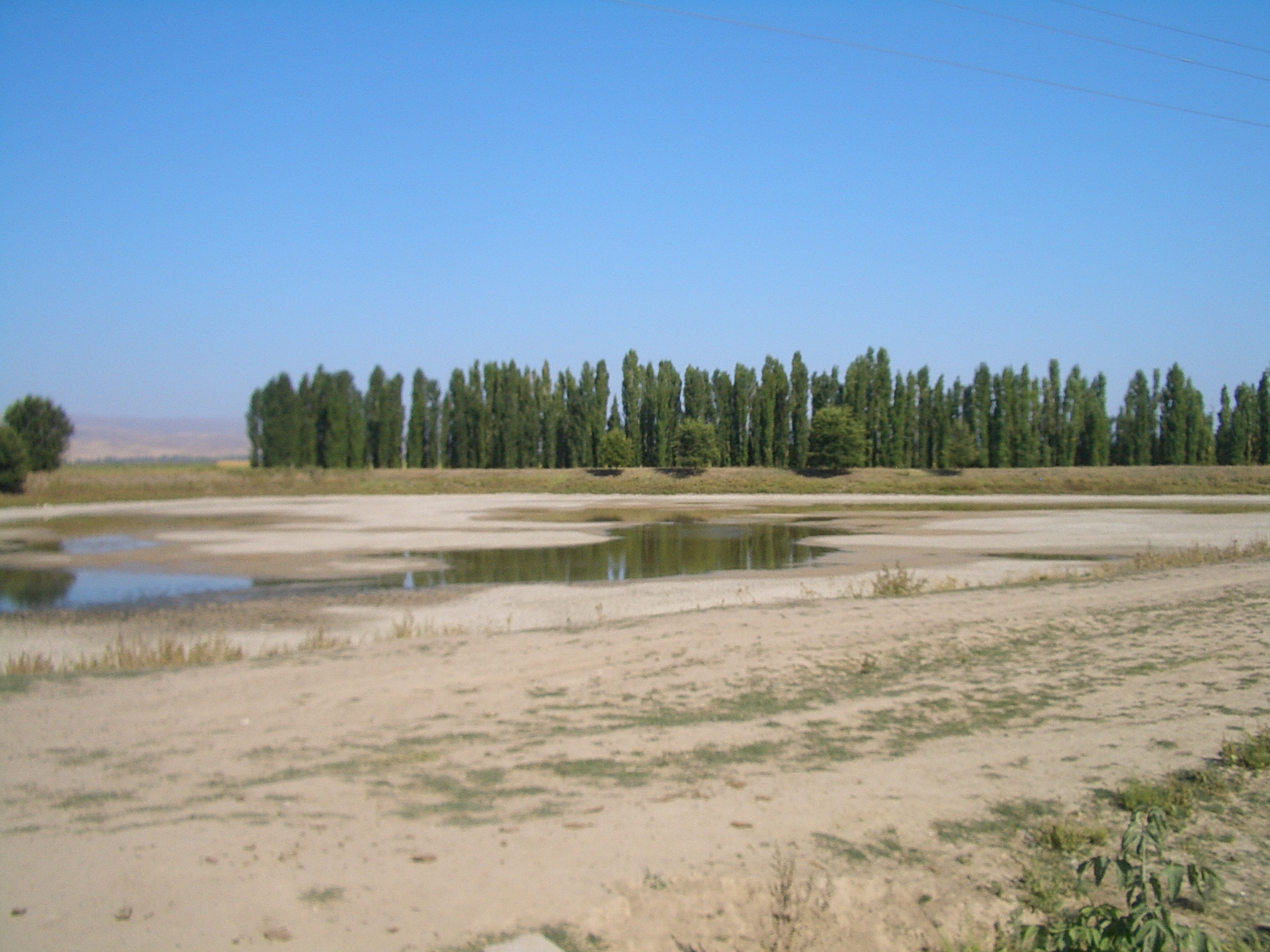
Trong thung lũng Chuy gần Milyanfan
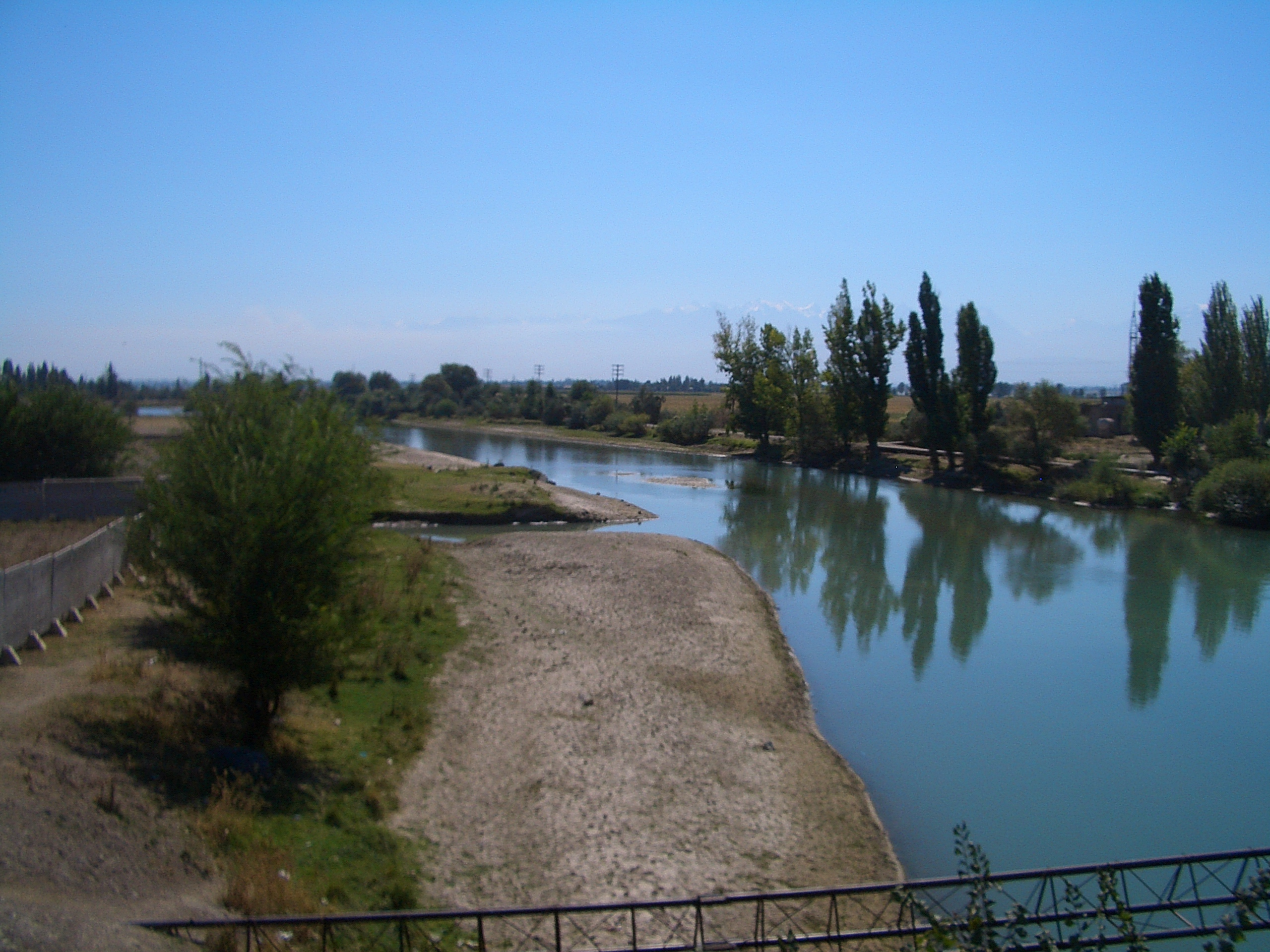
Vượt qua biên giới gần Korday